# Alan Washbond
Alan Washbond (n. 14 octombrie 1899, New York, SUA – d. 30 iulie 1965, Plattsburgh⁠(d), New York, SUA) a fost un bober ce a reprezentat Statele Unite ale Americii, medaliat olimpic. A participat la o ediție a Jocurilor Olimpice (1936) în care a câștigat o medalie de aur.

## Participări
Lista de mai jos prezintă principalele competiții la care a participat Alan Washbond de-a lungul carierei.
- bobsleigh at the 1936 Winter Olympics – two-man[*]